# 유럽 방위 공동체

승인
중단
거부

유럽방위공동체(歐洲防衛共同體, European Defence Community, EDC)는 1952년 5월 파리에서 프랑스·서독·이탈리아·벨기에·룩셈부르크·네덜란드 6국이 서유럽방위를 목적으로 체결한 EDC조약에 따라 설립이 추진되었던 초국가적 성격의 군사공동체이다. 즉, 서유럽방위를 도모하기 위해 초국가적인 '유럽 통합군'을 창설하고, 서독의 재군비를 허용하여 통합군에 편입시키는 것을 골자로 했던 EDC조약은 동월 북대서양 조약기구의 정식승인을 받았다. 궁극적으로는 브뤼셀 조약을 대체하려 한 EDC 계획은, 1954년 8월 프랑스 의회가 서독의 재군비를 인정치 않고 조약비준을 거부함으로써 무산되었고, 이에 따라 브뤼셀 조약의 강화·확대가 다시 논의되어 1955년 5월 파리협정에 의해 브뤼셀 조약기구가 설립되었다.

## 같이 보기
- 유럽 연합의 역사
- 서유럽 연합
- 공동 외교 안보 정책
- 브뤼셀 조약